# Kwakilosa
Kwakilosa ist ein Verwaltungsbezirk (englisch Ward) des Distrikts Iringa (MC) in der tansanischen Region Iringa.

## Geografie
Kwakilosa liegt im südlichen Hochland von Tansania, es ist das westliche Zentrum der Regionshauptstadt Iringa. Der Bezirk grenzt im Nordwesten an Mkwawa, im Nordosten an Ilala, im Osten an Makorongoni und Mivinjeni, im Süden an Mshindo und Mlandege und im Westen an Mwangata. Bei der Volkszählung 2022 lebten 7550 Menschen in 2483 Haushalten auf einer Fläche von 0,9 Quadratkilometern.

## Bevölkerungswachstum
| Jahr | Einwohner |
| ---- | --------- |
| 1988 | 4689      |
| 2002 | 6883      |
| 2012 | 7948      |
| 2022 | 7550      |

## Gliederung
Der Bezirk besteht aus zehn Stadtteilen (swahili Mtaa):
- Frelimo C
- Muungano B
- Shule
- Kijiweni
- Kidunda
- Jangwani
- Samora
- Beira
- Muungano A
- Kisiwani

## Wirtschaft und Infrastruktur
- Wirtschaft: Im Bezirk liegen 6 Tischlereien, 9 Werkstätten und 16 Mühlen.[7]
- Bildung: Die Kwakilosa Secondary School ist eine staatliche weiterführende Tagesschule, die eine Ausbildung bis zur 4. Stufe anbietet.[9]